# Радиационная генетика
Радиационная генетика изучает появление наследственных изменений после действия различных излучений; одно из направлений радиобиологии.

## История
В 1925 г. в опытах на дрожжевых клетках и плесневых грибках Г. А. Надсон и Г. С. Филиппов выявили действие ионизирующих излучений на генетический аппарат клетки, сопровождающееся наследственной передачей вновь приобретённых признаков. Так, исследуя влияние рентгеновских лучей на половой процесс у низших грибов, они обратили внимание на появление отдельных колоний оранжевого цвета. Изучение этих новых форм грибов показало их резкое отличие от исходной культуры — они были способны образовывать жиры и оранжевый пигмент. Наблюдением грибков в течение многих поколений было показано, что речь идёт о наследуемых изменениях, таким образом, было установлено, что рентгеновские лучи обладают мутагенным действием. В 1927 г. это подтвердил Г. Мёллер на дрозофиле, и независимо от него в 1928 г. Льюис Стадлер — на кукурузе. В 1938 г. американский ботаник Карл Сакс обнаружил хромосомные аберрации под действием рентгеновского излучения.
Затем исследования были проведены на мышах и других организмах.
Хромосомные аномалии обычно возникают при облучении клеток в периоде G1 (пресинтетическом периоде) клеточного цикла, перед удвоением генетического материала. Облучение клеток в периоде G2 (постсинтетическом периоде) может вызвать повреждение лишь одной хроматиды в хромосоме. Частота хромосомных аберраций в циркулирующих лимфоцитах коррелирует с дозой облучения, и поэтому величину этой дозы можно установить путём сравнения числа хромосомных аберраций в лимфоцитах и в клеточной культуре, получившей определённую дозу ионизирующего излучения in vitro. Минимальная доза, которую можно выявить при анализе лимфоцитов, составляет примерно от 10 до 20 бэр.
Обнаружение хромосомных аберраций в лимфоцитах — доказательство недавнего облучения организма.